# 발레 무용수

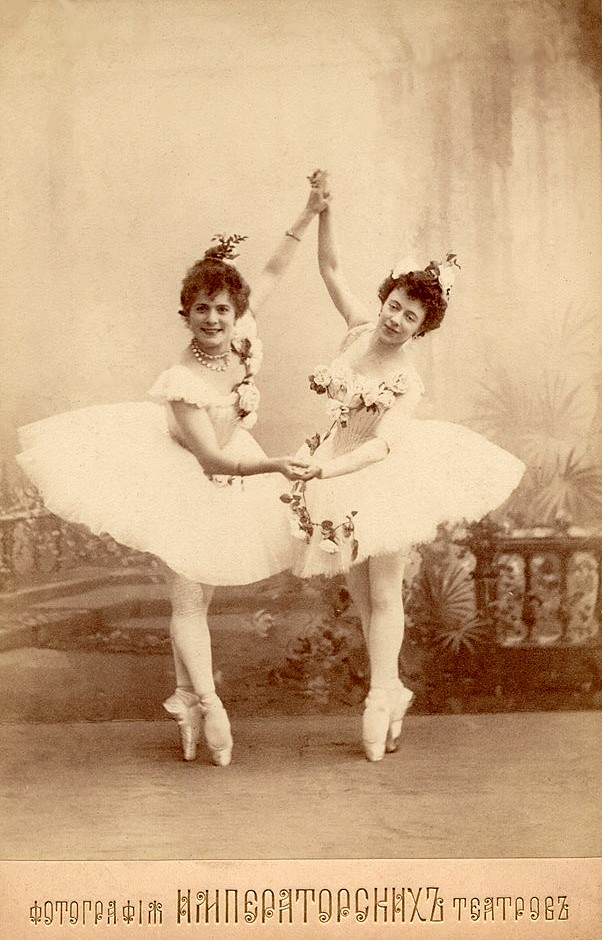
피에리나 레냐니(왼쪽)와 올가 프레오브라젠스카(오른쪽).

발레 무용수(ballet舞踊手)는 발레를 전문적으로 추는 사람을 말한다. 여자 무용수는 발레리나(ballerina), 남자 무용수는 발레리노(ballerino)라고 한다.
발레리나가 되기 위한 체형은 정해져 있는데, 가장 보편적으로는 키 160cm ~ 175cm 사이의 발레리나가 많지만 대한민국 최장신 발레리나인 이상은의 경우 키 182cm에 달한다. 또한 어깨가 좁고 골반이 작을수록 유리하며 격렬한 운동을 병행하기 때문에 마르고 잔근육이 붙어있는 몸매가 대부분이다.
발레리나를 처음 시작할 때 발레단에서는 지원자의 체형을 보는데, 체형이 맞지 않는 지원자에게는 발레리나가 될 기회부터 주어지지 않는다.
다음은 발레 무용수가 되기 위한 체형이다. 단,키는 커도 상관없으며 키가 클 경우 발레리나와 발레리노의 역할을 병행하면 된다.
- 머리가 작다.
- 팔과 다리가 가늘고 길다.
- 허리가 가늘다.
- 어깨가 좁다.
- 발등이 아치형이다.